# Lungotevere degli Anguillara
Il lungotevere degli Anguillara è il tratto di lungotevere che collega piazza Giuseppe Gioachino Belli al lungotevere degli Alberteschi, a Roma, nel rione Trastevere.
Il lungotevere prende nome dalla potente famiglia nobiliare degli Anguillara (signori in Roma fino alla fine del XV secolo), che possedeva palazzo e torre nella zona.
Fino al 1886 il lungotevere si chiamava Cestio, per la vicinanza con il ponte Cestio, che collega il lungotevere con l'Isola Tiberina.